# Alexia González-Barros
Alexia González-Barros González (Madri, 7 de março de 1971 - Pamplona, 5 de dezembro de 1985) foi uma jovem espanhola que foi proclamada venerável pela Igreja Católica.

## Biografia
Ela nasceu em Madri em 7 de março de 1971 e era a mais nova de sete irmãos. Desde os 4 anos de idade até o início de sua doença, estudou no colégio "Jesús Maestro" da Companhia de Santa Teresa de Jesus. Aos 13 anos, em 4 de fevereiro de 1985, ela foi diagnosticada com um tumor maligno que rapidamente a deixou paralisada. Ele passou por quatro longas operações e tratamento médico prolongado nos 10 meses seguintes. Nas diversas biografias publicadas sobre sua vida, como as de María Victoria Molins ou Miguel Ángel Monge, reflete-se como Alexia aceitou sua doença e decidiu oferecer seu sofrimento e suas limitações físicas pela Igreja, pelo Papa e pelos outros; destacando sua força, paz e alegria, que foram constantes durante toda a sua doença.
Ele morreu aos 14 anos devido a um tumor na coluna conhecido como sarcoma de Ewing.
Ela está sepultada na igreja diocesana de San Martín de Tours, em Madri.

## Causa de beatificação
A causa de beatificação de Alexia foi introduzida em Madri em 14 de abril de 1993, e sua fase diocesana foi encerrada em 1º de junho de 1994. A fase curial romana do mesmo começou em 30 de junho do mesmo ano, e o Decreto de Validade foi concedido pela Sagrada Congregação para as Causas dos Santos em 11 de novembro de 1994.
Em 8 de maio de 2000, a Positio super virtutibus ou Decreto sobre as Virtudes Heroicas foi entregue à mesma Sagrada Congregação.  E em 4 de julho de 2018, o Papa Francisco finalmente autorizou esta congregação a promulgar o Decreto sobre as virtudes heroicas da Serva de Deus Alexia González-Barros (1971-1985). 
A Associação para a Causa de Beatificação de Alexia acompanha o processo e compila em um boletim anual todos os testemunhos que chegam até ela sobre favores (milagres) concedidos por meio da mediação da menina. 

## Documentário
Em 2011, foi lançado um documentário sobre sua vida dirigido por Pedro Delgado. 

## Filme
O filme Camino,  de Javier Fesser, foi lançado em 17 de outubro de 2008 na Espanha e é inspirado na vida de Alexia.
O diretor disse que tudo o que aparece no filme tem uma base real e que tentou retratar uma família do Opus Dei com uma filha em perigo de morte, realizando uma investigação exaustiva "sobre outros casos de "odor de santidade" e sobre o modo de funcionamento do Opus Dei", atuando como um "espectador neutro". No entanto, o filme causou muita controvérsia devido à forma como retratou seus personagens como fanáticos isolados da realidade. A família de Alexia disse em um comunicado que "em nenhum momento houve ou há qualquer relacionamento, colaboração ou participação de qualquer tipo com o diretor, roteirista, produtor ou qualquer outra parte responsável por tal ficção".